# Ernst Rüdiger von Starhemberg
Grof Ernst Rüdiger von Starhemberg, avstrijski feldmaršal, * 12. januar 1638, † 4. januar 1701.
Najbolj je poznan kot poveljnik Dunaja med drugim obleganjem Dunaja leta 1683 med avstrijsko-turško vojno v letih 1683–1698 (tudi velika turška vojna) in kot predsednik Hofkriegsrat.
Tako se je z manj kot 20.000 možmi uprl 100.000 glavi turški vojski. 15. julija 1683 je zavrnil možnost predaje, saj je računal na hitri prihod odrešilne vojske, ki jo je vodil Jan III. Sobieski in na trdnost mestnega obzidja, ki je bilo okrepljeno po prvem obleganju Dunaja. Ko je vojska Sobienskega prišla v prvi polovici septembra, je bilo mestno obzidje na mestih že porušeno s strani turških saperjev. 12. septembra pa je 80.000 poljskih, cesarskih, beneških, bavarskih in saških vojakov napadla turško oblegovalno vojsko in jih premagalo v bitki pri Kahlenbergu.
Za zasluge je bil von Starhemberg povišan v feldmaršala in bil imenovan za državnega ministra. Med bitko za Budo leta 1686 je bil ranjen in je moral zapustiti poveljstvo. Leta 1691 je bil imenovan za predsednika Hofkriegsrata; na tem položaju je bil zadolžen za organizacijo avstrijske vojske.
Njegov bratranec Guido Starhemberg je bil tudi znan avstrijski vojak in se je kot adjutant boril skupaj z Ernstom. Daljni Ernstov sorodnik je tudi politik Ernst Rüdiger Starhemberg (1899–1956).